# Ли Енсон
Ли Енсон, другой вариант — Ли Ен Сон (17 октября 1914 года, село Гродеково, Никольск-Уссурийский уезд, Приморская область, Приамурский край, Российская империя — дата смерти неизвестна) — звеньевой колхоза «Полярная звезда» Средне-Чирчикского района Ташкентской области, Узбекская ССР. Герой Социалистического Труда (1949).

## Биография
Родился в 1914 году в крестьянской семье в селе Гродеково Никольск-Уссурийского уезда.
Окончил 4 класса корейской начальной школы. С 1929 года трудился рядовым колхозником в колхозе «Чансени» в родном селе. Потом трудился бригадиром рисоводческой бригады в Гродековском пограничном отряде (1934—1937), звеньевым рисоводческого звена подсобного хозяйства военного госпиталя (1940—1943).
С 1944 года проживал в Ташкентской области, где трудился звеньевым в колхозе «Полярная звезда» Средне-Чирчикского района. В 1948 году звено Ли Енсона получило в среднем с каждого гектара по 84,6 центнера риса на участке площадью 5,1 гектаров. Указом Президиума Верховного Совета СССР от 18 мая 1949 года удостоен звания Героя Социалистического Труда «за получение высоких урожаев риса на поливных землях при выполнении колхозом обязательных поставок и контрактации по всем видам сельскохозяйственной продукции, натуроплаты за работу МТС в 1948 году и обеспеченности семенами всех культур в размере полной потребности для весеннего сева 1949 года» с вручением ордена Ленина и золотой медали «Серп и Молот».
По итогам работы в 1949 году награждён в 1950 году вторым Орденом Ленина.
В 1967—1968 годах трудился в колхозе «Коммунизм» Сырдарьинской области. С 1968 года продолжил работать в колхозе «Полярная звезда» Средне-Чирчикского района до выхода на пенсию в 1970 году.
Персональный пенсионер союзного значения.
Дата смерти неизвестна.
Награды
- Герой Социалистического Труда
- Орден Ленина — дважды (1949; 13.06.1950)
- Медаль «За трудовую доблесть» (23.08.1951)